# خط عرض 28° شمال
خط عرض 28° شمال هي إحدى دوائر العرض الجغرافية، وهي دوائر وهمية تحيط بالكرة الأرضية، وموازية لخط الاستواء، وتتميز هذه الدائرة بأن الأراضي الواقعة عليها تنتمي للمنطقة المدارية الحارة.

## حول العالم
يبدأ من خط الزوال الأولي ويتجه شرقا، خط عرض 28° شمال يمر عبر:
| الإحداثيات                           | البلد أو الإقليم أو البحر | ملاحظات |
| ------------------------------------ | ------------------------- | --- |
| 28°0′N 0°0′E / 28.000°N 0.000°E      | الجزائر                   | |
| 28°0′N 9°55′E / 28.000°N 9.917°E     | ليبيا                     | |
| 28°0′N 25°0′E / 28.000°N 25.000°E    | مصر                       | |
| 28°0′N 33°27′E / 28.000°N 33.450°E   | البحر الأحمر              | خليج السويس |
| 28°0′N 33°48′E / 28.000°N 33.800°E   | مصر                       | شبه جزيرة سيناء |
| 28°0′N 34°26′E / 28.000°N 34.433°E   | البحر الأحمر              | تيران (مضيق) |
| 28°0′N 34°30′E / 28.000°N 34.500°E   | السعودية                  | جزيرة تيران (جزيرة) |
| 28°0′N 34°33′E / 28.000°N 34.550°E   | البحر الأحمر              | |
| 28°0′N 35°10′E / 28.000°N 35.167°E   | السعودية                  | |
| 28°0′N 48°46′E / 28.000°N 48.767°E   | الخليج العربي             | |
| 28°0′N 51°20′E / 28.000°N 51.333°E   | إيران                     | |
| 28°0′N 62°47′E / 28.000°N 62.783°E   | باكستان                   | بلوشستان (باكستان) السند (إقليم) البنجاب (باكستان) |
| 28°0′N 70°21′E / 28.000°N 70.350°E   | الهند                     | راجستان |
| 28°0′N 70°35′E / 28.000°N 70.583°E   | باكستان                   | البنجاب (باكستان) |
| 28°0′N 71°54′E / 28.000°N 71.900°E   | الهند                     | Rajasthan هاريانا Rajasthan Haryana أتر برديش |
| 28°0′N 81°38′E / 28.000°N 81.633°E   | نيبال                     | |
| 28°0′N 85°57′E / 28.000°N 85.950°E   | جمهورية الصين الشعبية     | منطقة التبت ذاتية الحكم - لحوالي 14 km |
| 28°0′N 86°5′E / 28.000°N 86.083°E    | نيبال                     | لحوالي 11 km |
| 28°0′N 86°12′E / 28.000°N 86.200°E   | جمهورية الصين الشعبية     | Tibet - لحوالي 30 km |
| 28°0′N 86°30′E / 28.000°N 86.500°E   | نيبال                     | جبل إفرست lies on the parallel as it crosses من Nepal to China |
| 28°0′N 86°53′E / 28.000°N 86.883°E   | جمهورية الصين الشعبية     | Tibet |
| 28°0′N 88°25′E / 28.000°N 88.417°E   | الهند                     | سيكيم |
| 28°0′N 88°50′E / 28.000°N 88.833°E   | جمهورية الصين الشعبية     | Tibet |
| 28°0′N 88°27′E / 28.000°N 88.450°E   | بوتان                     | |
| 28°0′N 91°0′E / 28.000°N 91.000°E    | جمهورية الصين الشعبية     | Tibet - لحوالي 15 km |
| 28°0′N 91°9′E / 28.000°N 91.150°E    | بوتان                     | |
| 28°0′N 91°27′E / 28.000°N 91.450°E   | جمهورية الصين الشعبية     | Tibet |
| 28°0′N 92°43′E / 28.000°N 92.717°E   | الهند                     | أروناجل برديش - partly تملكه جمهورية الصين الشعبية |
| 28°0′N 97°23′E / 28.000°N 97.383°E   | ميانمار (Burma)           | |
| 28°0′N 98°8′E / 28.000°N 98.133°E    | جمهورية الصين الشعبية     | يونان (الصين) سيتشوان Yunnan Sichuan Yunnan Sichuan قويتشو خونان جيانغشي فوجيان تشيجيانغ |
| 28°0′N 120°57′E / 28.000°N 120.950°E | بحر الصين الشرقي          | |
| 28°0′N 129°5′E / 28.000°N 129.083°E  | المحيط الهادئ             | مرورا عبر the Amami Islands, اليابان · مرورا بشمال the جزر بونين, اليابان · مرورا بجنوب جزر الميدواي, جزر الولايات المتحدة الصغيرة النائية · مرورا بشمال Pearl و Hermes Atoll، هاواي, الولايات المتحدة · مرورا بجنوب سيدروس, المكسيك |
| 28°0′N 114°12′W / 28.000°N 114.200°W | المكسيك                   | ولاية باها كاليفورنيا/ولاية باخا كاليفورنيا سور border |
| 28°0′N 112°46′W / 28.000°N 112.767°W | خليج كاليفورنيا           | |
| 28°0′N 111°10′W / 28.000°N 111.167°W | المكسيك                   | |
| 28°0′N 100°0′W / 28.000°N 100.000°W  | الولايات المتحدة          | تكساس - mainland و San José Island |
| 28°0′N 96°54′W / 28.000°N 96.900°W   | خليج المكسيك              | |
| 28°0′N 82°50′W / 28.000°N 82.833°W   | الولايات المتحدة          | فلوريدا - جزيرة Clearwater Beach و the mainland |
| 28°0′N 80°31′W / 28.000°N 80.517°W   | المحيط الأطلسي            | مرورا بجنوب the جزيرة كومارا, إسبانيا |
| 28°0′N 16°42′W / 28.000°N 16.700°W   | إسبانيا                   | جزيرة تنريفي |
| 28°0′N 16°38′W / 28.000°N 16.633°W   | المحيط الأطلسي            | |
| 28°0′N 15°49′W / 28.000°N 15.817°W   | إسبانيا                   | جزيرة كناريا الكبرى |
| 28°0′N 15°22′W / 28.000°N 15.367°W   | المحيط الأطلسي            | مرورا بجنوب the جزيرة فويرتيفنتورا, إسبانيا |
| 28°0′N 12°32′W / 28.000°N 12.533°W   | المغرب                    | |
| 28°0′N 8°40′W / 28.000°N 8.667°W     | الجزائر                   | |